# تراجع أزواج (فلم)
خلوة أزواج (بالإنجليزية: Couples Retreat) فيلم كوميدي رومنسي أمريكي من إنتاج سنة 2009، إخراج بيتر بيلينغسلي وبطولة فينس فون، مالين أكرمان، جون فافرو، كريستين دافيس، جيسن بيتمان وكريستين بيل.

## طاقم التمثيل
- فينس فون ومالين أكرمان
- جون فافرو وكريستين دافيس
- جيسن بيتمان وكريستين بيل
- جان رينو
- كين جيونغ
- كارين ديفيد

## وصلات خارجية
- الموقع الرسمي
- مقالات تستعمل روابط فنية بلا صلة مع ويكي بيانات